# Cotford St Luke
Cotford St Luke är en by och en civil parish i Somerset i England. Orten har 2 309 invånare (2011).